# Kia Ray
Kia Ray là dòng xe ô tô thành thị (phân khúc A) do Kia sản xuất dành riêng cho thị trường Hàn Quốc.

## Thư viện ảnh

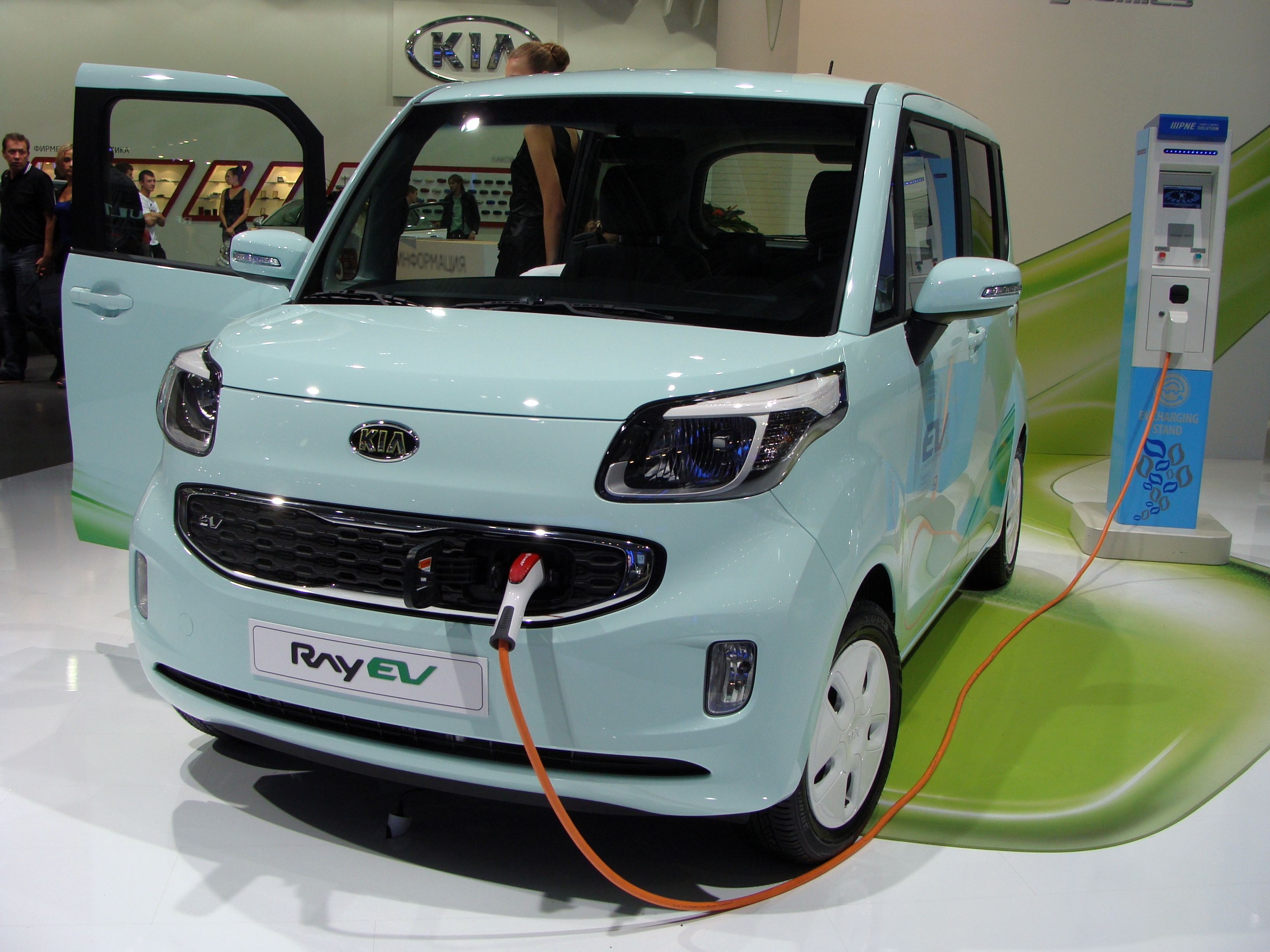
Kia Ray EV (mặt trước)
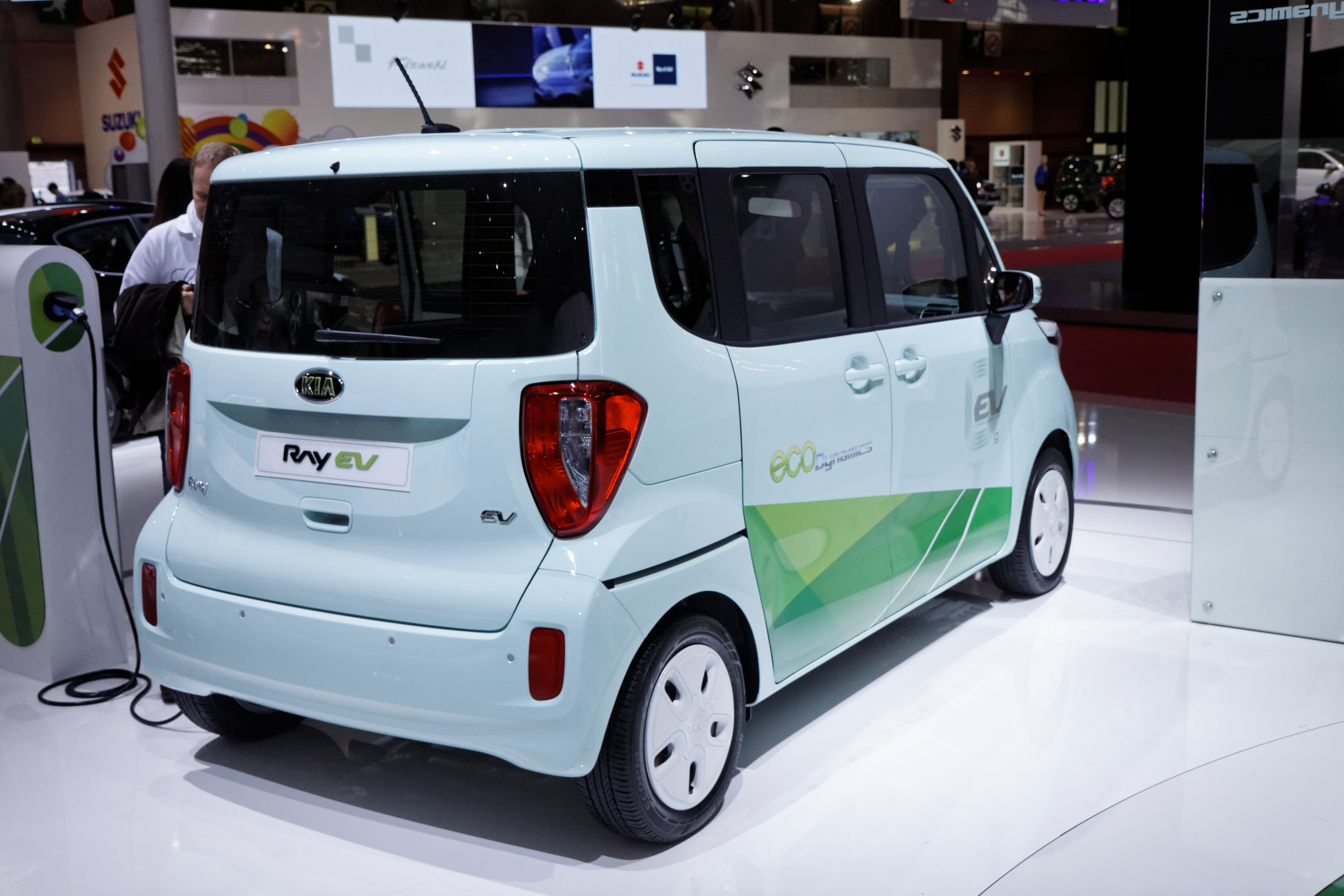
Kia Ray EV (mặt bên)
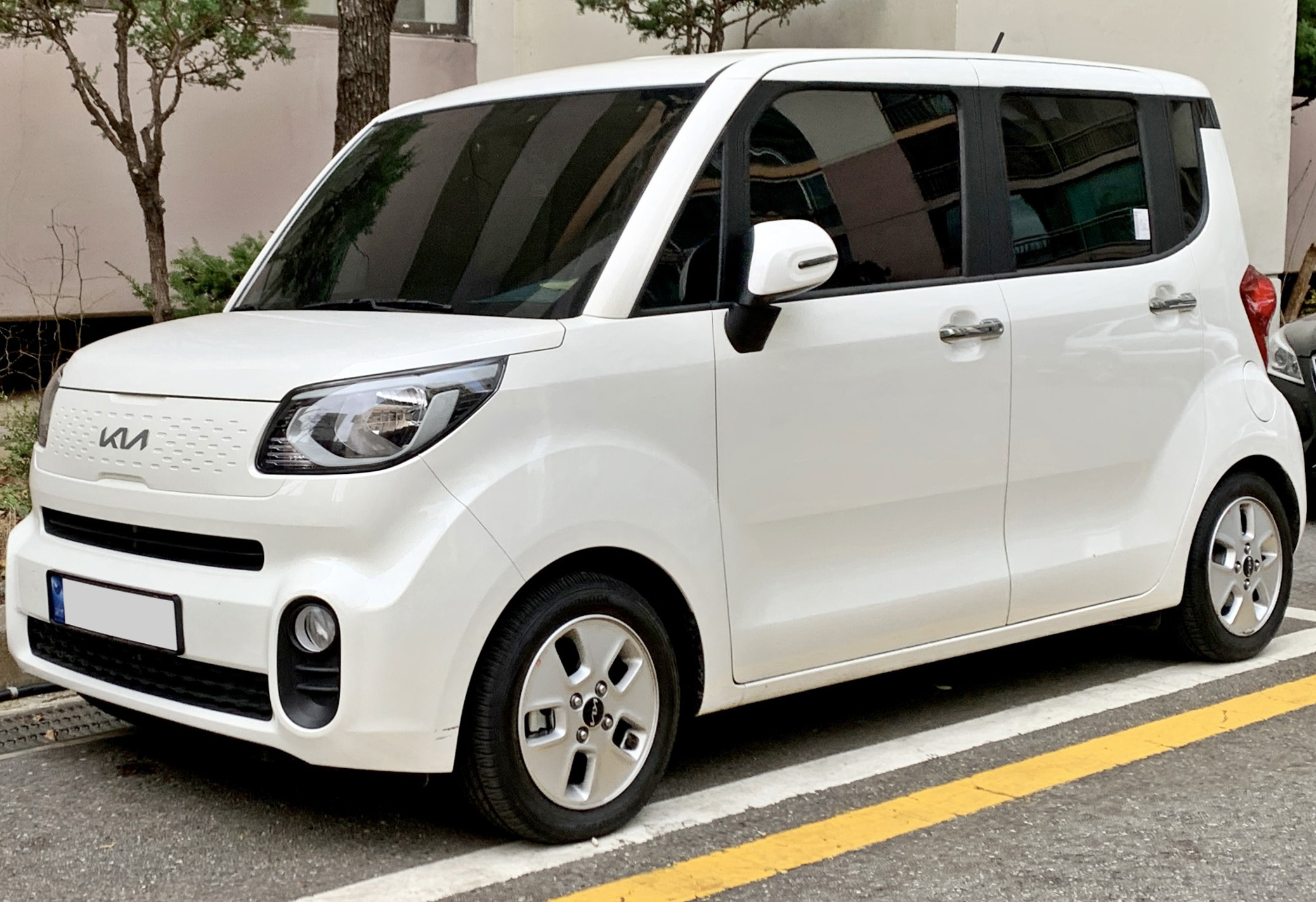
Phiên bản Facelift (mặt trước)
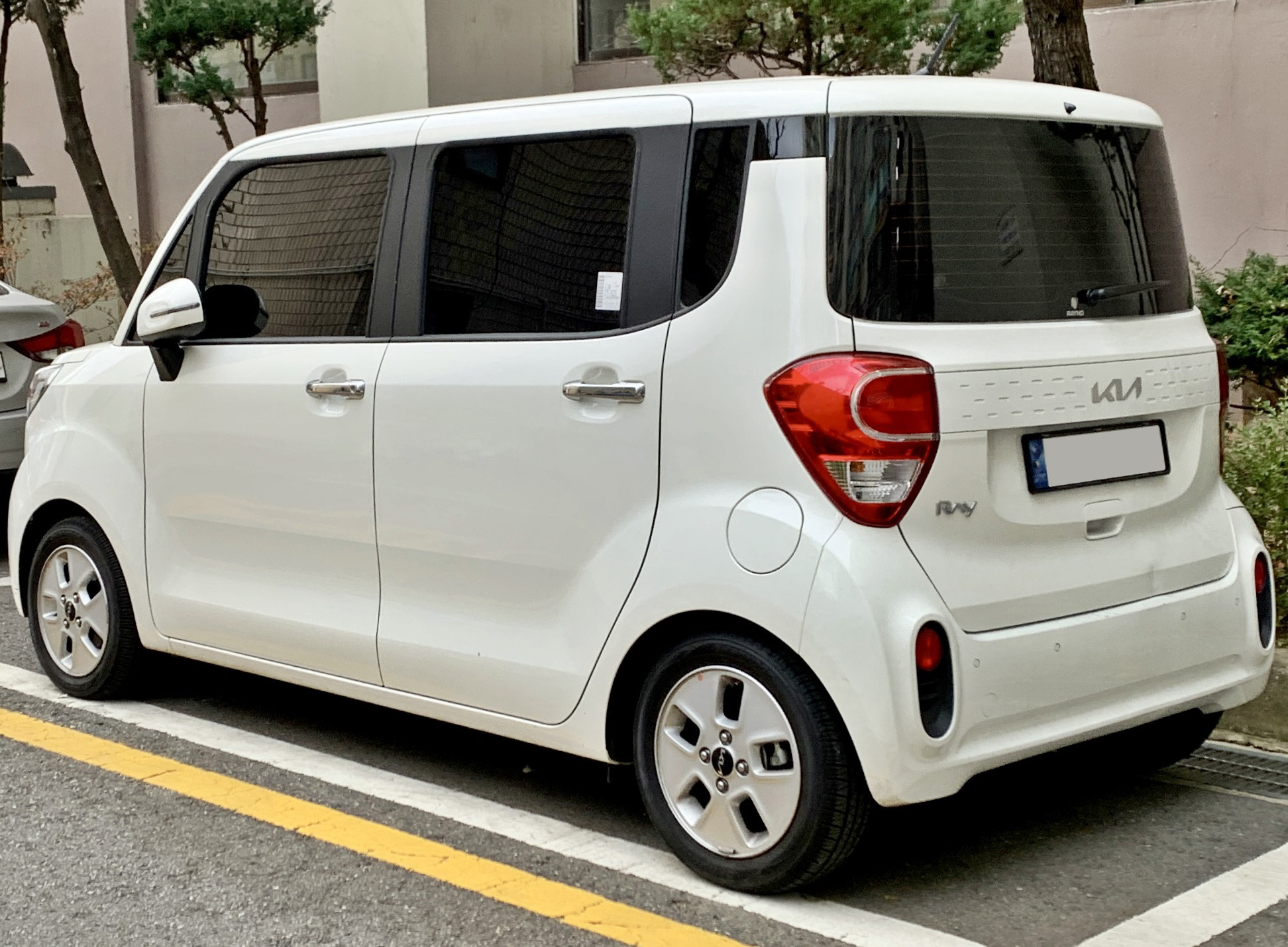
Phiên bản Facelift (mặt trước)
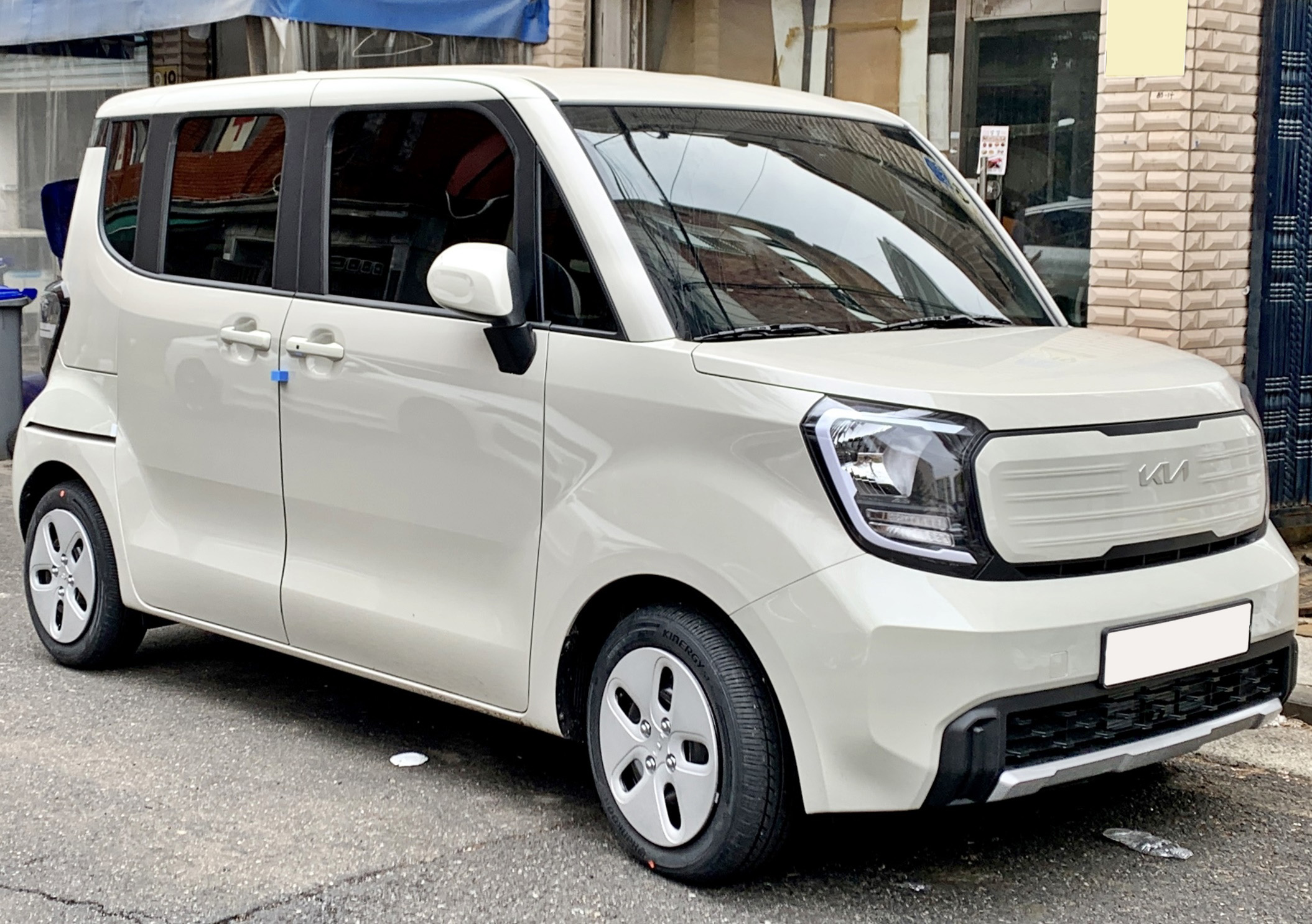
Phiên bản Facelift-2 (mặt trước)
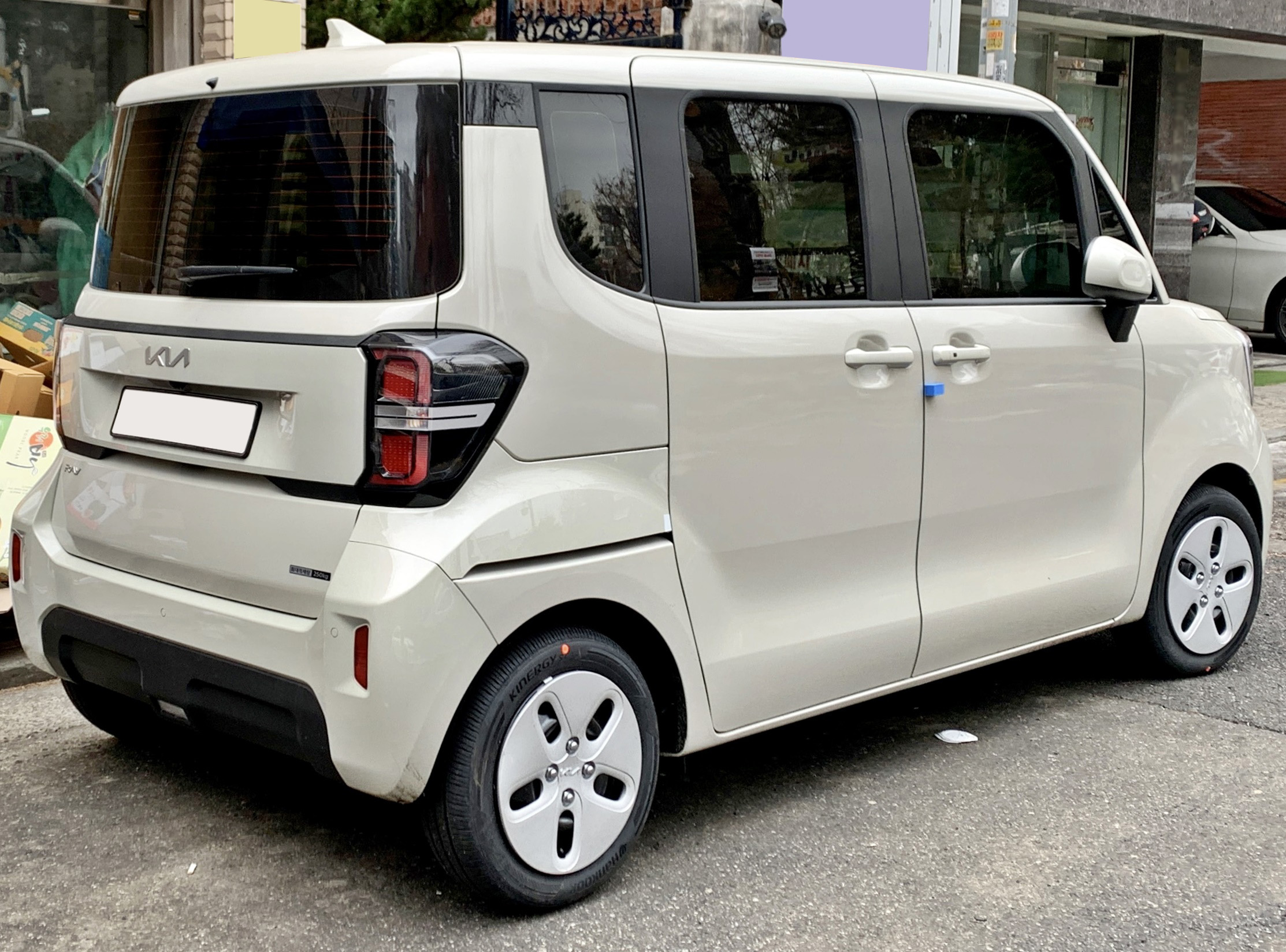
Phiên bản Facelift-2 (mặt trước)